# Dodie Smith
Dorothy Gladys (Dodie) Smith (Whitefield (Greater Manchester), 3 mei 1896 - Uttlesford, 24 november 1990) was een Engelse roman- en toneelschrijfster. Haar bekendste werken zijn  I Capture the Castle, maar vooral 101 Dalmatians, dat een klassiek jeugdboek werd en meermaals verfilmd.

## Biografie
Dodie groeide op in Manchester en wilde aanvankelijk een actrice worden. Ze ging in 1914 naar de Academy of Dramatic Art in Londen. Ze had echter geen succes als actrice en in 1923 gaf ze haar carrière op. Ze had ondertussen wel een filmscenario geschreven onder het pseudoniem Charles Henry Percy en een toneelstuk, dat echter niet verkocht raakte. Ze werkte dan een aantal jaren voor Londense winkels. In 1929 schreef ze onder het pseudoniem C.L. Anthony een nieuw toneelstuk, Autumn Crocus, dat sterk op haar eigen lotgevallen was gebaseerd en dat wel een succes werd. Ze zou nog meerdere toneelstukken schrijven voor de Londense theaters in de volgende jaren. Haar stuk Call it a Day stond vijftien maanden op de affiche stond voor een vrouwelijke toneelschrijfster een uitzonderlijke prestatie was.
Ze werd verliefd op Alec Macbeth Beesley, die net als zij een overtuigd pacifist en dierenvriend was. Ze verhuisden naar de Verenigde Staten in 1938. Ze huwden in Philadelphia in 1939 en bleven vijftien jaar in Amerika. Daar begon ze aan haar eerste roman, I Capture the Castle, die in 1949 verscheen en opnieuw een succes werd. In 1955 schreef ze de jeugdroman 101 Dalmatiërs, waarvan Walt Disney in 1961 een tekenfilm maakte. Het verhaal is nadien nog meerdere malen bewerkt voor film en televisie. Ze schreef nog een aantal romans, zowel voor een volwassen als voor jeugdig publiek. Naar het einde van haar leven publiceerde ze vier delen met haar memoires. Een vijfde deel bleef onvoltooid.

## Selectie van werken

### Toneelstukken
- Autumn Crocus (1931) (verfilmd in 1934)
- Service (1932) (verfilmd als Looking Forward in 1933)
- Touch Wood (1934)
- Call It A Day (1935) (verfilmd in 1937)
- Bonnet Over the Windmill (1937)
- Dear Octopus (1938) (verfilmd in 1943)

### Romans
- I Capture the Castle (1949) (verfilmd in 2003)
- The Hundred and One Dalmatians (1955) (verfilmd in 1961, 1996 en 2000 (als 102 Dalmatiërs))
- The Starlight Barking (1967), het vervolg op 101 Dalmatiërs

### Memoires
- Look Back With Love (1974)
- Look Back with Mixed Feelings (1978)
- Look Back with Astonishment (1979)
- Look Back with Gratitude (1985)